# 12e cérémonie des International Indian Film Academy Awards

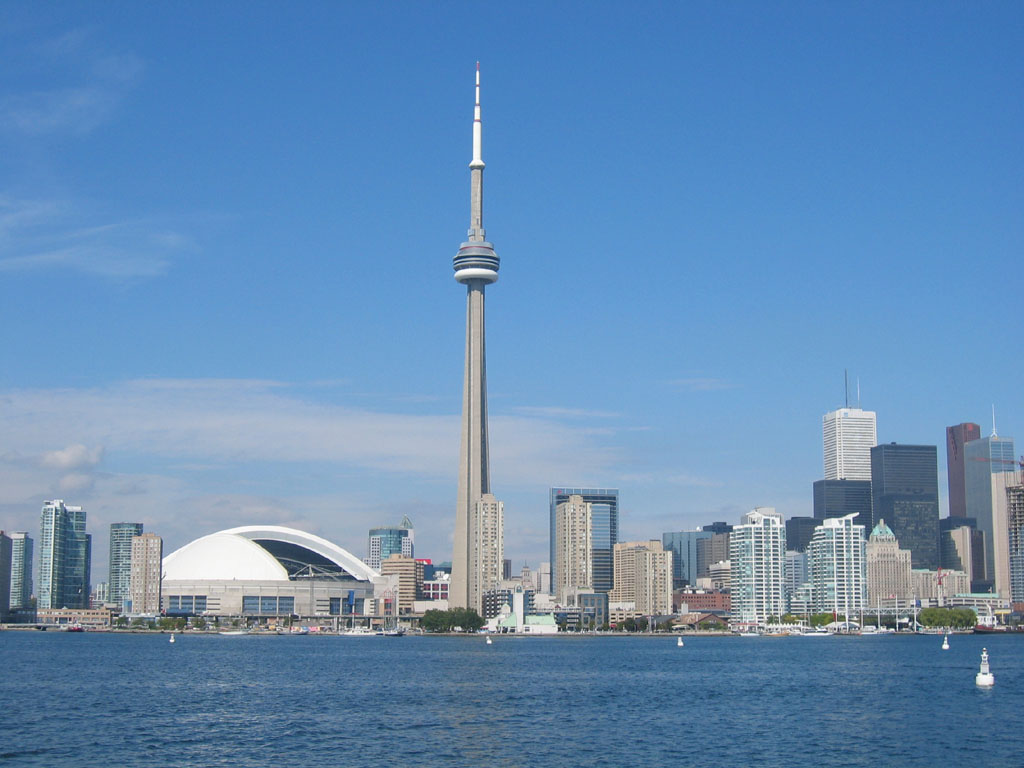
Le dôme du Centre Rogers au pied de la Tour CN.

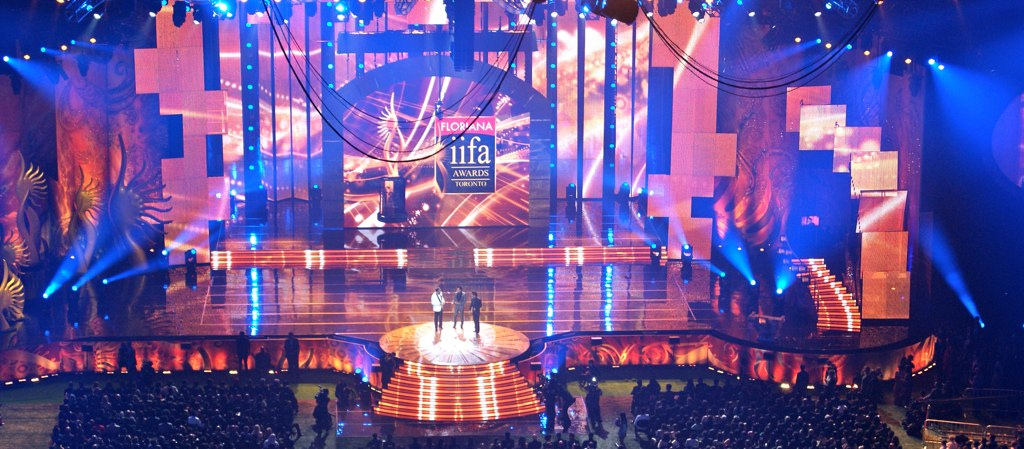
Scène de la cérémonie.

La 12e cérémonie de remise des International Indian Film Academy Awards, présentée par Anil Kapoor et Shahrukh Khan, s'est déroulée le 25 juin 2011 au Centre Rogers de Toronto (Ontario, Canada). Dabangg d'Abhinav Kashyap a été primé 10 fois suivi de My Name Is Khan, qui l'a été 5 fois, tandis que Once Upon A Time In Mumbaai, nommé à 12 reprises, n'a reçu qu'une seule récompense.
Afin de promouvoir le cinéma de Bollywood à l'étranger, marché de plus en plus important pour la rentabilité des films indiens, les IIFA Awards se déroulent tous les ans dans une ville non indienne différente mais c'est la première fois qu'ils se tiennent en Amérique du Nord. À cette occasion, Toronto qui abrite une importante diaspora indienne, a été le théâtre de rassemblements éclair de danseurs indiens, d'un défilé de mode et d'une multitude d'événements culturels indiens.

## Récompenses et nominations

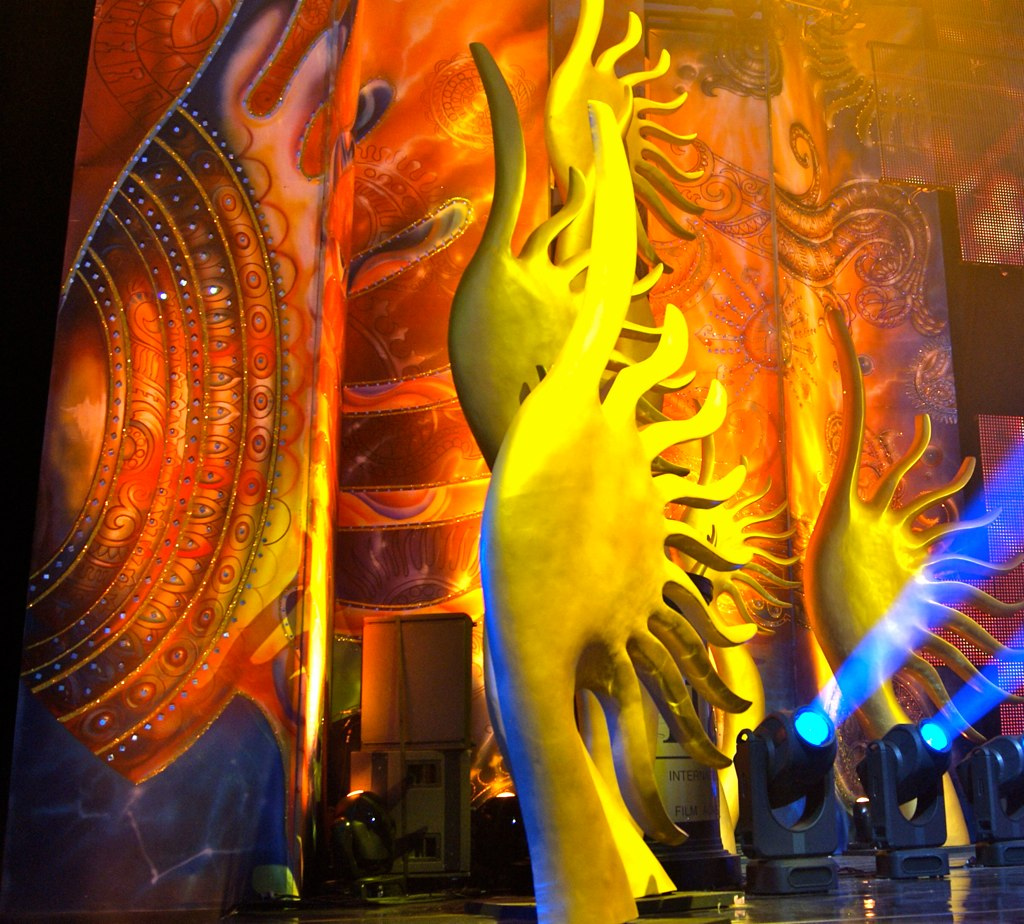
Détail de la scène inspiré du design des trophées.

### Récompenses populaires
Elles sont attribuées par le public qui vote à partir d'une sélection effectuée par l'International Indian Film Academy.
Meilleur film
- Dabangg : lauréat
- My Name Is Khan
- Band Baaja Baaraat
- Once Upon A Time In Mumbaai
- Raajneeti

Meilleur réalisateur
- Karan Johar - My Name Is Khan : lauréat
- Sanjay Leela Bhansali - Guzaarish
- Abhinav Kashyap - Dabangg
- Milan Luthria - Once Upon A Time In Mumbaai
- Vikramaditya Motwane - Udaan
- Maneesh Sharma - Band Baaja Baaraat

Meilleur acteur
- Shahrukh Khan - My Name Is Khan : lauréat
- Ajay Devgan - Once Upon A Time In Mumbaai
- Ranbir Kapoor - Raajneeti
- Salman Khan - Dabangg
- Hrithik Roshan - Guzaarish

Meilleure actrice
- Anushka Sharma - Band Baaja Baaraat : lauréate
- Vidya Balan - Ishqiya
- Katrina Kaif - Raajneeti
- Kareena Kapoor - Golmaal 3
- Aishwarya Rai - Guzaarish

Meilleur second rôle masculin
- Arjun Rampal - Raajneeti : lauréat
- Manoj Bajpayee - Raajneeti
- Mithun Chakrobarty - Golmaal 3
- Emraan Hashmi - Once Upon A Time In Mumbaai
- Arshad Warsi - Ishqiya

Meilleur second rôle féminin
- Prachi Desai - Once Upon A Time In Mumbaai : lauréate
- Dimple Kapadia - Dabangg
- Shernaz Patel - Guzaarish
- Ratna Pathak Shah - Golmaal 3
- Amrita Puri - Aisha

Meilleur rôle comique
- Riteish Deshmukh - Housefull : lauréat
- Anil Kapoor - No Problem
- Johny Lever - Golmaal 3
- Paresh Rawal - Atithi Tum Kab Jaoge?
- Pradhuman Singh Mall - Tere Bin Laden

Meilleur rôle négatif
- Sonu Sood - Dabangg : lauréat
- Manoj Bajpayee - Raajneeti
- Emraan Hashmi - Once Upon A Time In Mumbaai
- Ronit Roy - Udaan
- Naseeruddin Shah - Allah Ke Banday

Meilleur acteur débutant
- Ranveer Singh - Band Baaja Baaraat

Meilleure actrice débutante
- Sonakshi Sinha - Dabangg

Meilleur compositeur
- Sajid-Wajid et Lalit Pandit - Dabangg : lauréat
- Vishal Bhardwaj - Ishqiya
- Pritam - Once Upon A Time In Mumbaai
- Salim-Sulaiman - Band Baaja Baaraat
- Shankar Ehsaan Loy - My Name Is Khan
- Vishal - Shekhar - I Hate Luv Storys

Meilleure histoire
- Shibani Bhatija - My Name Is Khan : lauréat
- Rajat Aroraa - Once Upon A Time In Mumbaai
- Abhishek Chaubey - Ishqiya
- Vikramaditya Motwane et Anurag Kashyap - Udaan
- Maneesh Sharma - Band Baaja Baaraat

Meilleur parolier
- Niranjan Iyengar - My Name Is Khan : lauréat

Meilleur chanteur de play-back
- Rahat Fateh Ali Khan - Dabangg : lauréat

Meilleure chanteuse de play-back
- Mamta Sharma - Dabangg : lauréate

### Récompenses spéciales
- Prix pour l'ensemble de la carrière (homme) : Dharmendra
- Prix pour l'ensemble de la carrière (femme) : Asha Bhosle
- Contribution exceptionnelle au cinéma indien : Sharmila Tagore

### Récompenses techniques
Elles sont attribuées directement par l'International Indian Film Academy.
Meilleur scénario
Abhinav Kashyap, Dileep Shukla (Dabangg)
Meilleur directeur de la photographie
Sudeep Chatterjee (Guzaarish)
Meilleur dialogues
Vishal Bharadwaj (Ishqiya)
Meilleure musique (film)
Shankar Ehsaan Loy (My Name Is Khan)
Meilleur montage
Namrata Rao (Band Baaja Baaraat)
Meilleur enregistrement sonore (film)
Pritam Das (Love, Sex Aur Dhokha)
Meilleur enregistrement sonore (chanson)
Vijay Dayal, Ainvayi Ainvayi (Band Baaja Baaraat)
Meilleure post-synchronisation
Leslie Fernandes (Dabangg)
Meilleure chorégraphie
Farah Khan, Munni Badnam (Dabangg)
Meilleurs costumes
Niharika Khan (Band Baaja Baaraat)
Meilleure direction artistique
Sabu Cyril (Robot)
Meilleurs effets spéciaux visuels
Indian Artists (Robot)
Meilleures cascades
S. Vijayan (Dabangg)
Meilleur maquillage
Banu (pour Rajinikanth) (Robot)